# 도쿠가와 이에쓰구
도쿠가와 이에쓰구(일본어: 徳川 家継, 1709년 ~ 1716년)는 에도 막부의 제7대 쇼군(재위: 1713년 ~ 1716년)이다.

## 사후
에도 막부 제2대 쇼군 도쿠가와 히데타다 계통의 종가는 제4대 쇼군 도쿠가와 이에쓰나 이래로 쇼군직을 이어받을 후계자의 고갈로 난항을 겪었다. 1713년 제6대 쇼군 도쿠가와 이에노부가 세상을 떠나자 그의 4남 도쿠가와 이에쓰구가 뒤를 이었으나 병약하여 결국 요절하게 되었고 이로서 도쿠가와 히데타다의 직계는 대가 끊겨, 쇼군 직위는 히데타다 동생들의 가문인 고산케에서 번갈아 이어받아 기슈 도쿠가와가의 도쿠가와 요시무네가 다음 쇼군이 되었다.